# Wienerwaldsee
Der Wienerwaldsee ist ein flacher Stausee, 20 km westlich von Wien.

## Lage
Er liegt an der Westautobahn in einer Mulde an der Talgabelung zwischen den Gemeindegebieten Purkersdorf, Tullnerbach und Pressbaum. Die Zuflüsse sind Wienfluss und Wolfsgrabenbach.  Anfangs hieß der Stausee auch Wolfsgraben-Reservoir.

## Geschichte
Erste Pläne bestanden bereits 1781 vom Architekten Wilhelm Bayer.
Der See wurde bei seiner Errichtung 1895–1897 nur als Nutzwasser-, bis vor kurzer Zeit als Trinkwasser-Reservoir für die Wientalwasserleitung des Wientalwasserwerks verwendet. Der Inhalt des Beckens, das durch einen 240 Meter langen und 13 Meter hohen Damm entsteht, betrug damals 1.430.000 Kubikmeter. Erbaut wurde er aber auch als Hochwasserrückhaltebecken für die oft hochwasserführende Wien. Diesen Zweck erfüllt der See nach wie vor. Das Gelände um den See herum ist ein Wasserschutzgebiet.

## Denkmal von Wilhelm Kress
Am nördlichen Ufer, beim Parkplatz der Bundesstraße nahe dem Wehr, steht das Denkmal von Wilhelm Kress. Er verunglückte hier am 3. Oktober 1901 während einer Probefahrt auf dem Wasser mit seinem Wasserflugzeug, das bei einer Wendung kurz vor der Staumauer von einer Windböe erfasst wurde, mit den Flügeln ins Wasser tauchte und versank. Kress wurde bei diesem Vorfall nicht verletzt.

## Wasserschutzgebiet
Der Wienerwaldsee, der nicht mehr als Wasserreservoir verwendet wird, ist weiterhin ein Wasserschutzgebiet und wird weiterhin von der MA31 der Gemeinde Wien (Wasserwerk) gepflegt. Schwimmen im Sommer ist ebenso verboten wie das Eislaufen im Winter.
Dementsprechend sind sowohl der See als auch die Ufer von seltenen Tieren bewohnt. An Fischen sind vor allem Hechte, Zander, Karpfen und Schleie zu finden. Weiters findet auch die stark bedrohte Würfelnatter hier einen Lebensraum. Als Vögel sind Graureiher, Haubentaucher, Bläss- und Teichhuhn, sowie Flussregenpfeifer zu erwähnen. Auch der Biber, der sich schon einige Male hier ansiedelte, dessen Lebensraum jedoch gestört wurde, ist mittlerweile dauerhafter Bewohner und auch schon den Wienfluss aufwärts zu finden.

## Galerie

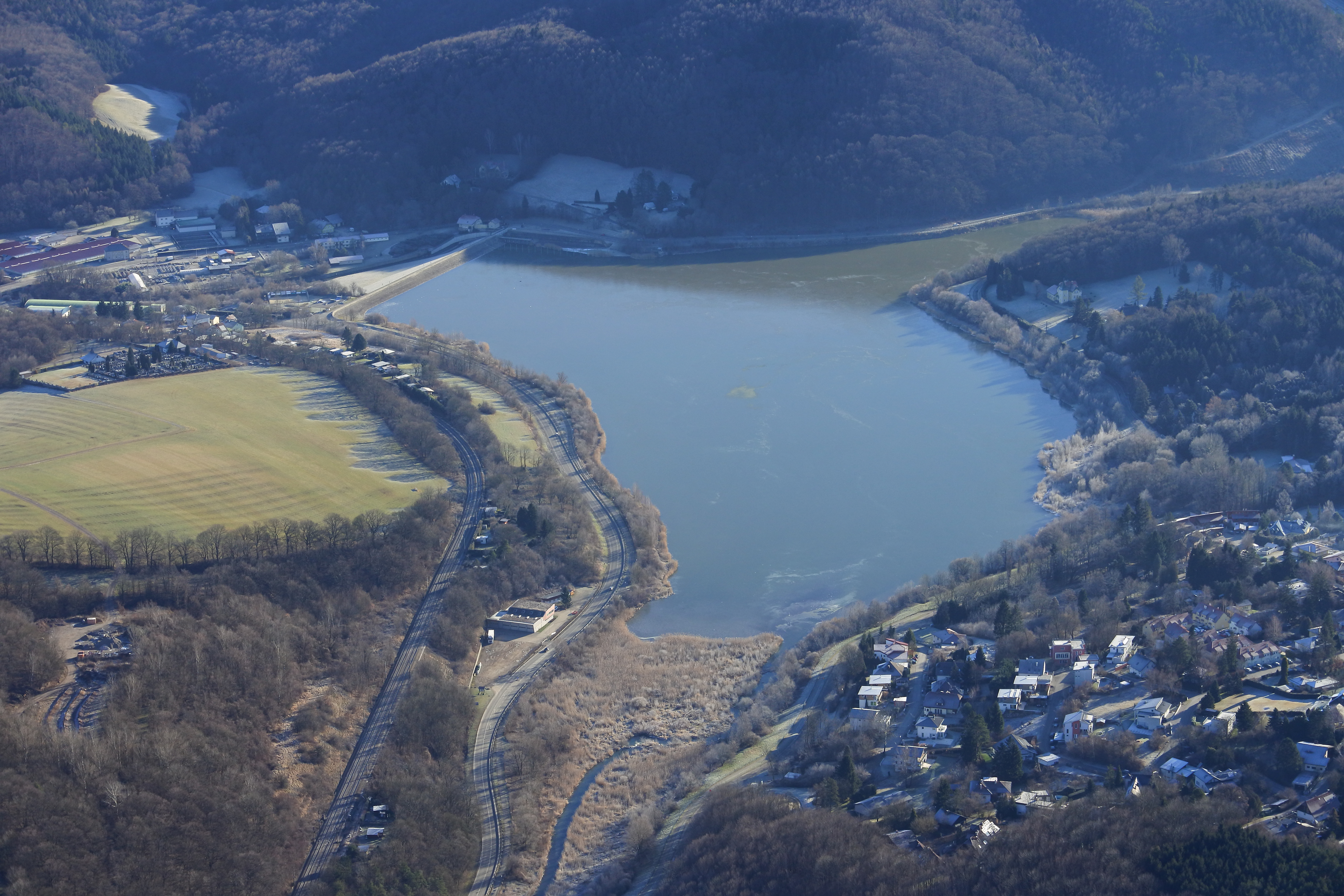
Luftaufnahme
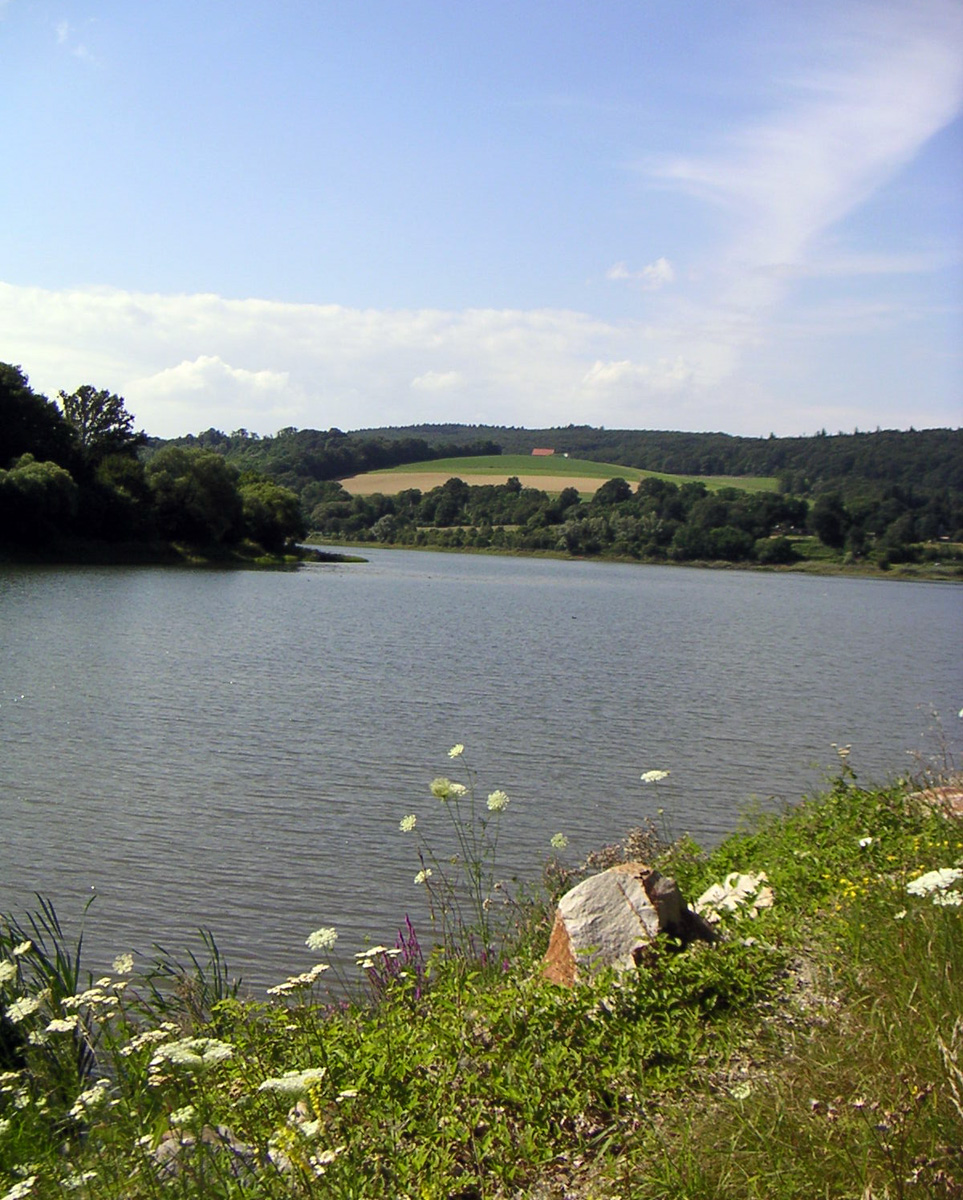
Blick vom Süden
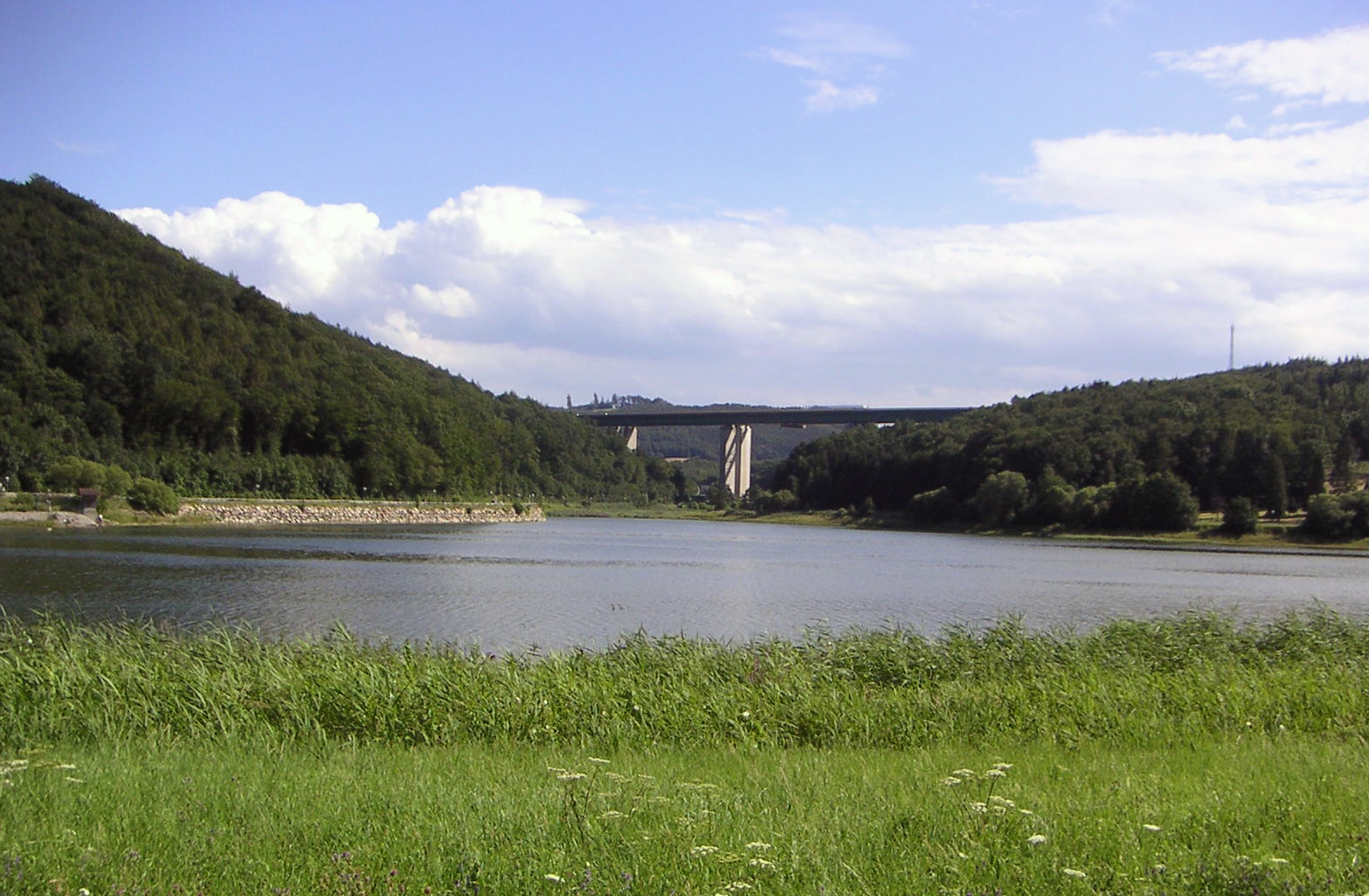
Blick von Norden auf die Westautobahn
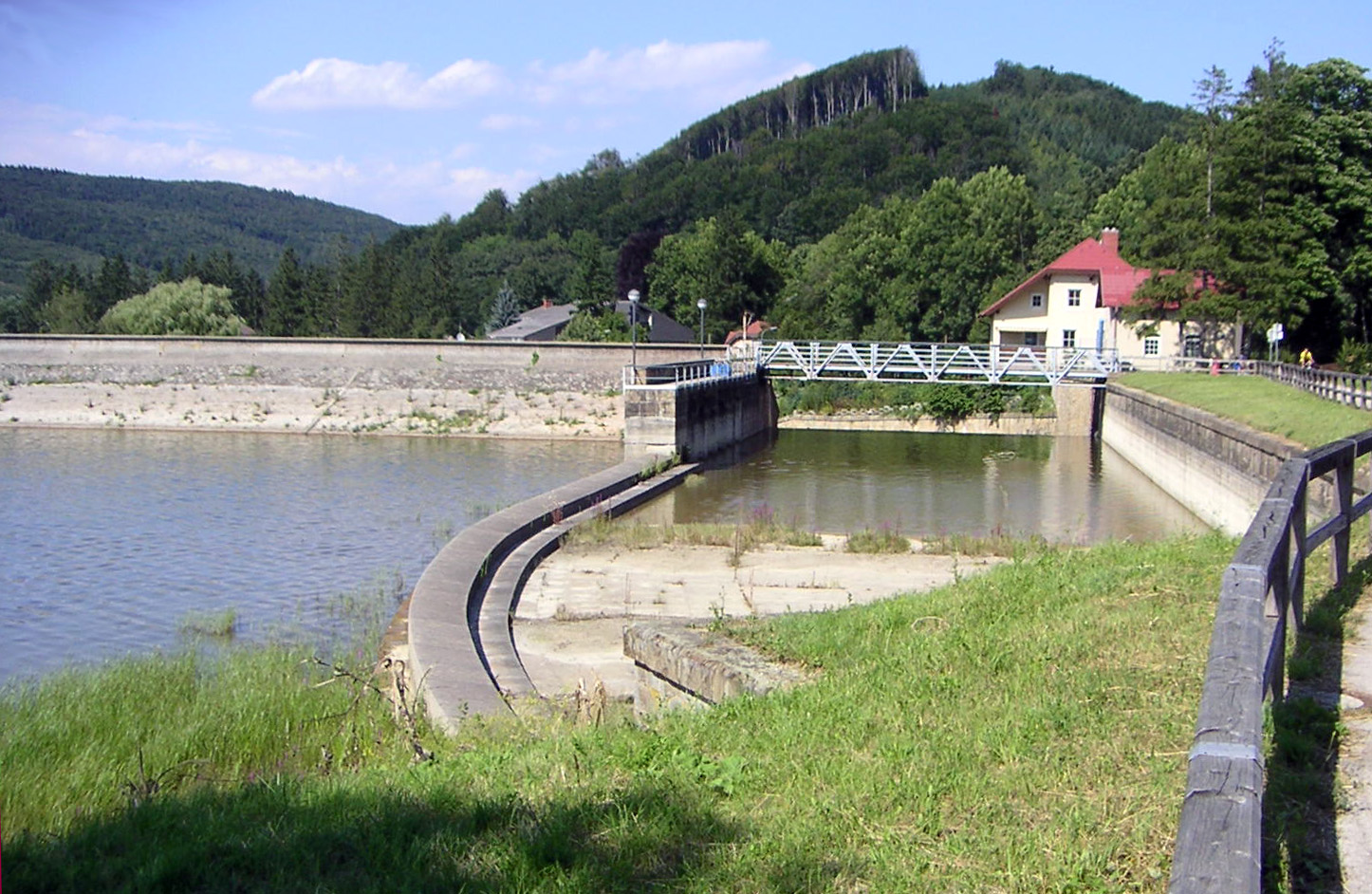
Wientalwasserwerk, Juli 2005
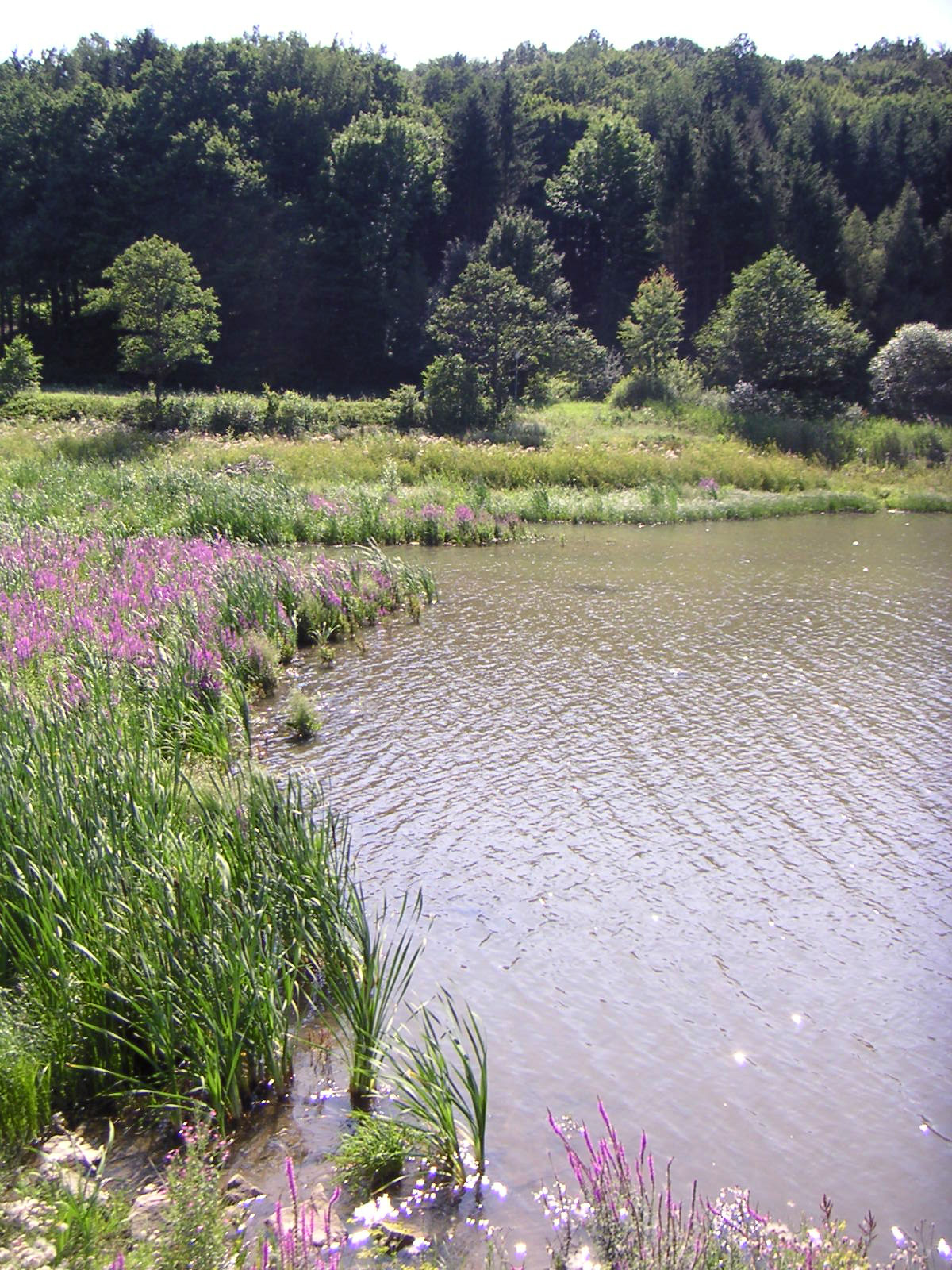
Typischer Uferbewuchs im Frühsommer
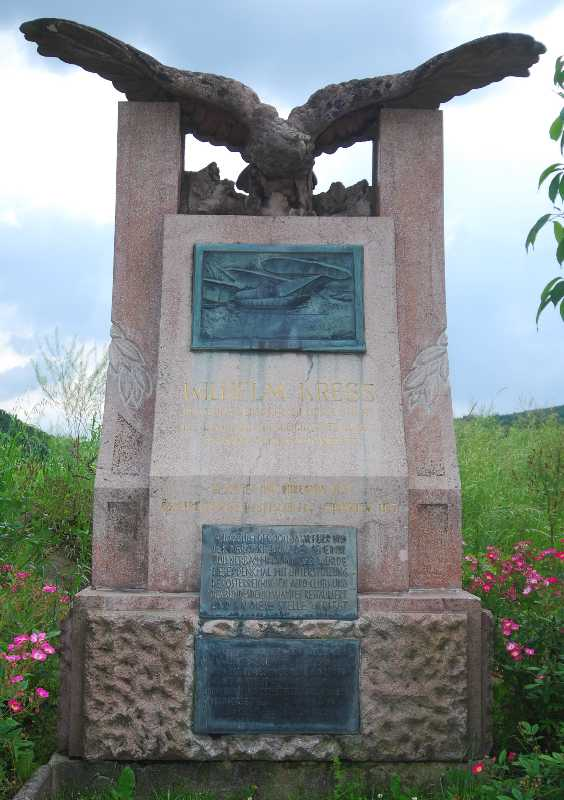
Kressdenkmal